# Emar
Emar, sodobni Tell Meskene, je  arheološko najdišče v Guvernatu Alep, Sirija.  
Mesto je stalo v velikem zavoju Evfrata, ki je zdaj obala umetnega jezera Assad blizu mesta Maskanah. V Emarju je bilo odkritih veliko klinopisnih tablic, zato spada med najpomembnejša  arheološka najdišča v Siriji, kamor spadajo tudi Ugarit, Mari in Ebla. Iz besedil  od 14. stoletja pr. n. št. do padca Emarja leta 1187 pr. n. št. in najdb med več izkopavanji od 70. let 20. stoletja dalje je razvidno, da je bil Emar v bronasti dobi pomembno trgovsko središče na meji med centri moči Gornje Mezopotamije in Anatolije-Sirije. V nasprotju z drugimi mesti tablice iz Emarja, večinoma iz 13. stoletja pr. n. št. in večinoma pisane v akadščini, niso kraljevske ali uradne, ampak vsebujejo zasebne transakcije, sodne zapise, posle z nepremičninami, poročne pogodbe, oporoke in formalne posvojitve. V svečenikovi hiši je knjižnica vsebovala literarna in leksikalna besedila v mezopotamskem slogu ter obredna besedila za lokalne kulte.

## Zgodovina
Emar je stal na strateško pomembnem mestu, kjer se je trgovsko blago z ladij na Evfratu iztovorilo in je od tam naprej potovalo po kopnem. Sredi 3. tisočletja pr. n. št. je Emar prišel pod vpliv vladarjev Eble; mesto je večkrat omenjeno v arhivih Eble. Marijsko besedilo iz 18. stoletja pr. n. št. (srednja bronasta doba) omenja, da je bil Emar pod vplivom sosednje amoritske države Jamhad. V Emarju samem ni bilo nobenih lokalnih kraljev. Za 13. in 12. stoletje pr. n. št. (pozna bronasta doba) obstaja pisna dokumentacija iz samega Emarja, pisana večinoma v akadskem jeziku. Emar se omenja tudi v sočasnih besedilih iz Hatuše, Ugarita in asirskih arhivov. Mesto je bilo takrat v hetitski vplivni sferi, podrejen hetitskemu vazalnemu kralju iz Karkemiša. Bil je glavno mesto hetitske obmejne province Astata, kamor je spadal tudi Tell Fray. Primerjava seznamov kraljev Emarja z znanimi seznami kraljev Karkemiša omogoča nekaj absolutnega datiranja dogodkov. 
Arheološke najdbe in pisni dokumenti se končajo v poznem 12. stoletju pr. n. št. kot posledica propada pozne bronaste dobe. Uradni datum uničenja Emarja je leto 1187 pr. n. št. v drugem vladarskem letu kralja Meli-Šipaka II. Babilonskega.
Mesto je ostalo pusto ob nestabilnih vzhodnih mejah Rimskega cesarstva, ki je ponovno naselilo bližnji Barbalissos. Leta 253 je bil Barbalissos prizorišče bitke med sasanidskimi Perzijci pod poveljstvom Šapurja I., in rimskimi četami. Tudi v bizantinskem obdobju je bil obljuden samo Barbalissos.

## Arheologija
Prva izkopavanja so se začela po začetku gradnje jezu Tabqa na Evfratu, preden je začela naraščati gladina Evfrata oziroma umetnega jezera El Assad. V leth 1972-1976 sta najdišče raziskovali dve skupini francoskih arheologov pod vodstvom Jean-Clauda Marguerona.

### Tempelj iz pozne bronaste dobe
Tempeljski kompleks iz pozne bronaste dobe (13. in zgodnje 12. stoletje pr. n. št.)  je vseboval svetišče boga vremena Baala in morda tempelj njegove žene Astarte.

### Klinopisne tablice
Po zaključku francoskih izkopavanj je bilo najdišče nezavarovano in sistematično izropano, tako da je večina klinopisnih tablic končala na sivem trgu starin in bila vzeta iz njihovega konteksta. Leta 1992 je za najdišče poskrbel sirski Generalni direktorat za starine in muzeje, nov niz izkopavanj pa je razkril zgodnejše sloje srednje in zgodnje bronaste dobe (druga polovica 3. tisočletja in prva polovica 2.  tisočletja pr. n. št.)  in Imar, ki je bil omenjen v arhivu Marija in drugod. Od leta 1996 se je sirskim prizadevanjem pridružila ekipa z nemške Univerze v Tübingenu.
Arheologi so našli okoli 1100 tablic, pisanih v akadskem jeziku, od tega okoli 800 med izkopavanji in okoli 300 na sivem trgu starin. Razen teh, so odkrili še 100 huritskih in eno hetitsko tablico. Vse so iz pozne bronaste dobe. 